# Johann Noetzel
Johann Thomas Noetzel (ur. 4 kwietnia 1977 w Seattle, USA) – piłkarz z Marianów Północnych, grający na pozycji bramkarza, trener piłkarski. Posiada również obywatelstwo Stanów Zjednoczonych.

## Kariera piłkarska

### Kariera klubowa
Występował w Aston Villa F.C. i Dallas Burn S.C..

### Kariera reprezentacyjna
W latach 2012–2014 bronił barw narodowej reprezentacji Marianów Północnych.

## Kariera trenerska
Od 2012 do 2013 prowadził narodową reprezentację Marianów Północnych.